# Kuti (Herceg Novi)
Pour les articles homonymes, voir Kuti.
Kuti (en serbe cyrillique : Кути) est un village du sud-ouest du Monténégro, dans la municipalité de Herceg Novi.

## Démographie

### Évolution historique de la population
| 1948 | 1953 | 1961 | 1971 | 1981 | 1991 | 2003 |
| ---- | ---- | ---- | ---- | ---- | ---- | ---- |
| 506  | 480  | 471  | 477  | 607  | 443  | 607  |